# Live 8/Konzertprogramme
Die Programme der Einzelkonzerte des Live-8-Projekts vom 2. und 6. Juli 2005 sind hier aufgelistet. Hintergrundinformationen dazu finden sich im zugehörigen Hauptartikel.

## London, Hyde Park
Datum: 2. Juli 2005
- Paul McCartney und U2: Sgt. Pepper's Lonely Hearts Club Band
- U2: Beautiful Day/Blackbird, Vertigo, One, Unchained Melody (Zitat Bono: „Wir wollen kein Mitleid, wir wollen Gerechtigkeit. Wir können nicht alle Probleme lösen, aber wenn wir sie lösen können, müssen wir das tun.“)
- Coldplay: In My Place (mit einer kurzen Reminiszenz an Status Quos Rockin’ All Over the World), Bitter Sweet Symphony (mit Richard Ashcroft), Fix You
- Statement David Walliams und Matt Lucas als ihre Little-Britain-Charaktere Lou und Andy
- Elton John: Bitch Is Back, Saturday Night's Alright for Fighting, Children of the Revolution (mit Pete Doherty)
- Statement Bill Gates: „Das ist das Beste, was die Menschheit je getan hat.“
- Dido: White Flag, Thank You & 7 Seconds (beide mit Youssou N’Dour)
- Stereophonics: The Bartender and the Thief/Ace of Spades, Dakota, Maybe Tomorrow, Local Boy
- R.E.M.: Imitation of Life, Everybody Hurts, Man on the Moon
- Statement Kofi Annan: „Hier sind wirklich Vereinte Nationen.“ – „Ich glaube, dass Ereignisse wie diese wirklich dazu beitragen können, die Welt zu verändern.“
- Ms. Dynamite: Dy-na-mi-tee, Redemption Song
- Keane: Somewhere Only We Know, Bedshaped, Everybody’s Changing
- Liveschaltung nach Philadelphia
- Travis: Sing, Side/Stayin' Alive, Why Does It Always Rain on Me?
- Bob Geldof & The Boomtown Rats: I Don’t Like Mondays
- Statement Brad Pitt
- Annie Lennox: Why, Little Bird, Sweet Dreams
- UB40: Medley: Food for Thought/Who You Fighting For/Reasons (mit Hunterz & The Dhol Blasters)/Red Red Wine/Can’t Help Falling in Love
- Snoop Dogg: Ups and Downs, Next Episode, Drop It Like It's Hot, Signs, What's My Name
- Razorlight: Somewhere Else, Golden Touch, Vice
- Statement Bob Geldof & Videoeinspielung (CBC Ethiopian Famine Film): „Lasst euch nicht erzählen, dass das, was wir hier machen, keinen Sinn hat.“
- Statement Birhan Woldu („The face of famine“)
- Madonna: Like a Prayer, Ray of Light, Music (alle mit dem London Community Gospel Choir)
- Snow Patrol: Chocolate, Run
- The Killers: All These Things That I've Done
- Joss Stone: Super Duper Love (Are You Diggin on Me?) Pt. 1, I Had a Dream, Some Kind of Wonderful
- Scissor Sisters: Laura, Take Your Mama Out, Everybody Wants the Same Thing
- Velvet Revolver: Do It for the Kids, Fall to Pieces, Slither
- Statement Lenny Henry
- Sting (mit Josh Freese von The Vandals und Dominic Miller): Message in a Bottle, Driven to Tears, Every Breath You Take (Special Lyrics: „Today we will see if our democracy is just a game you play, no matter what we say.“, „Justice's gone without a trace, you look around for a world you can't replace.“)
- Dawn French
- Mariah Carey: Make It Happen, Hero (beide mit dem African Children’s Choir), We Belong Together
- Statement David Beckham
- Robbie Williams: We Will Rock You, Let Me Entertain You/All These Things That I've Done, Feel, Angels
- Peter Kay: zweimal Is This the Way to Amarillo?
- The Who: Who Are You?, Won't Get Fooled Again
- Pink Floyd – erstmals seit 24 Jahren gemeinsam mit Bandmitglied Roger Waters: Breathe, Money (mit Dick Parry), Wish You Were Here, Comfortably Numb
- Paul McCartney: Get Back, Drive My Car (mit George Michael), Helter Skelter, The Long and Winding Road
- Finale: Hey Jude

## Paris, Schloss Versailles
Datum: 2. Juli 2005
- Laurent Boyer: Statement
- Passi: Reviens dans ma Vie
- Faudel: Je veux vivre
- Magic System: Bouger bouger
- Alpha Blondy: Coco Di Rasta, Sweet Fanta Diablo, Operation Djangale
- Craig David: Come Together (mit Tina Arena)
- Muse: Hysteria, Bliss, Time Is Running Out, Plug In Baby
- Kyo: Contact, Qui je suis
- Matt Pokora: Elle me controle
- Andrea Bocelli mit der Philharmonie der Nationen: The Prayer, O surdato 'nnammurato
- Diam’s: Marine (mit Amel Bent)
- Raphael: Caravane, Ne partons pas fachés
- Shakira: Whenever, Wherever, La Tortura
- Yannick Noah: Metisse (mit Disiz La Peste), Saga Africa, La voix des sages
- Tina Arena: Aller plus haut
- Raphael: Ne partons pas fachés
- Diam’s: Suzy 2003
- Jack Lang: Statement
- Axelle Red: Je fait un rêve
- Calogero: Prendre racine, Face à la mer (mit Passi)
- Solidarité Sida: Statement
- Amel Bent: Ma Philosophie
- Craig David: All the Way, Fill Me In
- David Hallyday: Le Defi, My Sharona
- Louis Bertignac: Je joue, Cendrillon
- Marc Cerrone und Nile Rodgers: Supernature (mit Axelle Red und Marilyn David)
- Axelle Red: Le monde tourne mal
- Florent Pagny: Una Nube Blanca, Guide Me Home (mit Patricia Petibon)
- Placebo: The Bitter End, Twenty Years
- Zucchero: Everybody's Got to Learn Sometime, Il Volo 7
- The Cure: Open, One Hundred Years, End, Just Like Heaven, Boys Don’t Cry
- Youssou N’Dour: 7 Seconds (mit Dido), New Africa, Lima Weesu 1 2 3

Ebenfalls:
- Kool Shen

## Rom, Circus Maximus
Datum: 2. Juli 2005
- Zucchero: Overdose (d’amore), Madre dolcissima, Everybody’s Got to Learn Sometime, Diavolo in me
- Duran Duran: (Reach Up for The) Sunrise, Ordinary World, Save a Prayer, Wild Boys
- Elisa: Parlami, Una Piccola Poesia
- Ron: Un città per cantare, Non abbiam bisogno di parole
- Gemelli Diversi: Un altro ballo, Mary
- Negramaro: Non Una Parola, Escucha Me?
- Tim McGraw: Drugs or Jesus, Live Like You Were Dying
- Faith Hill: Mississippi Girl, Breathe, Piece of My Heart
- Planet Funk: Ultraviolet Days, Stop Me, The Switch
- Le Vibrazioni: Sena Frego di Te, Viena De Me, Aspettando
- Negrita: Rotolando verso sud, Cambio
- Irene Grandi: Per Fare L'Amore, Santissima Janis
- Tiromancino: Imparare Dal Vento, Nessuna Certezza, È Necessario
- Max Pezzali: La Dura Legge Del Goal Come Mai, Hanno ucciso l'uomo ragno
- Alex Britti: Gelido, 7000 caffè
- Cesare Cremonini: Padre madre, 50 Special
- Nek: Almeno Stavolta, Se Io Non Avessi Te, Lascia Che Io Sia
- Piero Pelù: Io ci sarò, Bomba bommerang, Laciodrom, Woda woda
- Jane Alexander: Statement
- Biagio Antonacci: Immagina, Liberatemi, Se io Se Lei, Non Ci Facciamo Compagnia
- Fiorella Mannoia: Sally, Clandestino, Mio fratello che guardi il mondo
- Luciano Ligabue: Non è tempo per noi, Urlando contro Il cielo, Il mio nome è mai più (mit Jovanotti und Piero Pelù)
- Jovanotti: Speech, Una tribù che balla, L'ombelico del mondo
- Laura Pausini: Un Emergenz Di Amore, Come Se Non Fosse Stato Mai Amore, Il Mondo Che Vorrei Parlami, Una Piccola Poesia
- Claudio Baglioni: Le Mani E L'anima, Strada Facendo, La Vita É Adesso, Avrai
- Paola Cortellesi: Statement
- der Bürgermeister von Lampedusa: Statement
- Renato Zero: Cercami, Nei Giardini Che Nessuno Sa, I Migliori Anni Della Nostra Vita (mit Claudio Baglioni und Laura Pausini)
- Antonello Venditti: Che Fantastica Stora È La Vita, Ci Vorrebbe Un Amico, Roma Capoccia
- Noa: Beauty of That, Eye in the Sky, Speaking
- Povia: I bambini fanno oh, Fiore fiore
- Velvet: Il mondo è fuori, Search And Destroy, Dovevo Dirti Molte Cose
- Mauro Pagani & African Drum Collective: Heanda, Stuck Is Stuck
- Articolo 31
- Pino Daniele
- Francesco Renga

Ebenfalls:
- Meg
- Francesco de Gregori
- Orchestra Piazza Vittorio
- Stefano Senardi

## Berlin, Siegessäule
Datum: 2. Juli 2005
- Désirée Nosbusch: Statement
- Eröffnung mit Anne Will und Michael Mittermeier
- Die Toten Hosen: Wünsch dir was, Pushed Again, Steh auf, wenn du am Boden bist, Hang On Sloopy (Zitat Campino: „Es ist kein Rockkonzert. Es ist eine Demonstration.“)
- Wir sind Helden: Nur ein Wort, Denkmal, Bist du nicht müde
- Appell Nelson Mandelas: „Ich sage allen Führern: Schauen Sie nicht weg, zögern Sie nicht.“ – „Die Geschichte und die kommenden Generationen werden unsere Führer nach den Entscheidungen beurteilen, die in den kommenden Wochen getroffen werden.“
- Einblendung Spot From Live Aid to Live 8
- Einblendung U2/Paul McCartney Sgt. Pepper's Lonely Hearts Club Band
- Söhne Mannheims: Jah Is Changing All, Babylon-System
- Katherine Jenkins: Amazing Grace
- BAP: Wie schön dat wöhr, Verdamp lang her
- Audioslave: Doesn't Remind Me, Like a Stone, Black Hole Sun, Killing in the Name
- Tim Robbins: Statement
- Green Day: American Idiot, Holiday, Minority, We Are the Champions
- Juli: Geile Zeit, Perfekte Welle
- Einblendung Click-Spot Deine Stimme gegen Armut – Claudia Schiffer
- Silbermond: Zeit für Optimisten, Durch die Nacht
- Chris de Burgh: The Road to Freedom, Lebanese Night, Lady in Red, Don't Pay the Ferryman
- Brian Wilson: Our Prayer, Heroes & Villains, God Only Knows, California Girls, Good Vibrations, Fun Fun Fun
- Renee Olstead: My Baby Just Cares for Me
- Sasha: If You Believe, Hard to Handle, Turn It into Something Special
- a-ha: Hunting High and Low, Take On Me, Summer Moved On
- Daniel Powter: Bad Day, The Best Comes Back Tonight
- Joana Zimmer: I Believe (Give a Little Bit)
- Juan Diego Flórez: You’ll Never Walk Alone
- Reamonn: Reason to Live, Hallelujah, Alright
- Einblendung Bob Geldof Speech
- Roxy Music: Virginia Plain, Love Is the Drug, Do the Strand, Jealous Guy
- Faithless: Mass Destruction, We Come 1
- Herbert Grönemeyer: Mensch, Bleibt alles anders, Flugzeuge im Bauch, Glück auf der Steiger kommt/Bochum, Heimat, Der Mond ist aufgegangen
- Otto: Piano Man (Spezial-Version)

Nicht aufgetreten sind die vorher angekündigten Crosby, Stills and Nash.

## Philadelphia, Museum of Arts
Datum: 2. Juli 2005
- Kaiser Chiefs: I Predict a Riot, Every Day I Love You Less and Less, Oh My God
- Will Smith: Statement
- The Black Eyed Peas: Where Is the Love, Let's Get It Started, Don't Phunk with My Heart / I Wonder If I Take You Home, Get Up, Stand Up (mit Rita und Stephen Marley)
- Don Cheadle: Statement
- Bon Jovi: Livin’ on a Prayer, Have a Nice Day, It's My Life
- Chris Tucker: Statement
- Destiny’s Child: Survivor, Say My Name, Girl
- Don Cheadle: Statement
- Kanye West: Diamonds from Sierra Leone, All Falls Down, Jesus Walks
- Jimmy Smits: Statement
- Will Smith & DJ Jazzy Jeff: Gettin Jiggy wit It, Switch, Theme from Prince of Bel-Air, Summertime
- Dhani Jones mit vier weiteren Spielern der Philadelphia Eagles: Statement
- Toby Keith: Whisky Girl, Stays in Mexico, Beer for My Horses
- Natalie Portman: Statement
- Dave Matthews Band: Don't Drink the Water, Dream Girl, American Baby, Anyone Seen the Bridge? (brief), Too Much
- Natalie Portman: Statement
- Alicia Keys: For All We Know („Dies ist vielleicht unsere letzte Chance.“)
- Black Ice: Young Girls (poem)
- Jennifer Connelly: Statement
- Linkin Park: Crawling, Somewhere I Belong, Breaking the Habit, In the End, Numb/Encore, Dirt Off Your Shoulder/Lying from You, Big Pimpin’/Papercut, Jigga What/Faint (Ab Numb/Encore alle Songs von Linkin Park mit Jay-Z)
- DJ Green Lantern
- Def Leppard: Rock of Ages, No Matter What, Pour Some Sugar on Me
- Kami (Afrikanischer HIV-positiver Muppet): Statement
- Jars of Clay: Show You Love, Flood
- Lemon: I Write America (poem)
- Sarah McLachlan: Fallen, World on Fire, Angel (mit Josh Groban)
- Chris Tucker: Statement
- Maroon 5: Harder to Breathe, This Love, She Will Be Loved, Rocking in the Free World
- Naomi Watts: Statement
- Keith Urban: Days Go By, You'll Think of Me, Another Day in Paradise, Somebody Like You
- Rob Thomas: Something to Be, Lonely No More, 3 am/The Joker, This Is How a Heart Breaks
- Richard Gere: Statement
- Stevie Wonder: Master Blaster (Jammin'), Shelter in the Rain, Signed, Sealed, Delivered, I'm Yours (mit Adam Levine von Maroon 5), A Time 2 Love, So What the Fuss, Superstition, Higher Ground (mit Rob Thomas)

## Barrie, Park Place
Datum: 2. Juli 2005
- Dan Aykroyd und Tom Green (Moderation)
- Tom Cochrane: Life Is a Highway, No Regrets
- Sam Roberts: Brother Down, Bridge to Nowhere, Hard Road
- Bryan Adams: Back to You, Open Road, This Side of Paradise, All 4 Love/Tears Are Not Enough
- DobaCaracol featuring K’naan: Amazone, Anda, Nakile, Until the Lion Learns to Speak, Soobax
- Simple Plan: Shut Up, Jump, Addicted, Welcome to My Life
- Bruce Cockburn: If I Had a Rocket Launcher, Call It Democracy, Waiting for a Miracle
- Les Trois Accords: Hawaienne, Loin D'ici, Turbo Symathique
- Randy Bachman: Taking Care of Business, Hey You / You Ain't Seen Nothing Yet
- Deep Purple: Highway Star, Smoke on the Water, Hush
- African Guitar Summit: 2 Titel
- Great Big Sea: Donkey Riding, Excursion Around the Bay
- Céline Dion: Love Can Move Mountains (live aus Las Vegas)
- Blue Rodeo: Heart Like Mine, Try, Are You Ready
- Gordon Lightfoot: Restless, If You Could Read My Mind, Let It Ride
- Our Lady Peace: Starseed, Where Are You, Innocent
- Jet: Cold Hard Bitch, Look What You've Done, Are You Gonna Be My Girl
- Jann Arden: Where No One Knows Me, Willing to Fall Down, Good Mother
- Mötley Crüe: Kickstart My Heart, Home Sweet Home, Dr. Feelgood
- The Tragically Hip: My Music at Work, Ahead by a Century, Poets (mit Dan Aykroyd an der Harmonica)
- DMC (Run DMC): Machine Gun, All Along the Watchtower, Walk This Way (mit unter anderem Eagle-Eye Cherry, Joshua Todd von Buckcherry, Elliot Easton von The Cars, Joey Kramer und Tom Hamilton von Aerosmith, Schauspieler Gary Dourdan, MTV-Israel-VJ Tal Berger, Lance Lee, Mark Meadow von Wall Flowers, Romeo Antonio und Keith Denehy von Angry Hill)
- Barenaked Ladies: Brian Wilson, If I Had a Million Dollars, Tears Are Not Enough
- Neil Young: Four Strong Winds (mit Peggi Morton), When God Made Me (mit dem Fisk University Jubilee Choir), Rockin' in the Free World (mit dem "All Star Ensemble"), O Canada

## Chiba, Makuhari Messe Convention Center
Datum: 2. Juli 2005
- Rize
- McFly: I've Got You, That Girl, I'll Be OK, All About You, Obviously
- Good Charlotte: The Anthem, We Believe, Lifestyles of the Rich and the Famous
- Dreams Come True: Mascara matsuge, Asahi no Senrei, Ola! Vitoria!, Nando demo, Love Love Love
- Do as Infinity: For the Future, Tooku Made, TAO, Need Your Love, Boukensha Tachi, Honjitsu wa Seiten Nari
- Def Tech
- Björk (mit Matmos, dem Japanese String Octet und Zeena Parkins): Pagan Poetry, All Is Full of Love, Desired Constellation, Jóga, Hyperballad, Generous Palmstroke, Bachelorette, It's in Our Hands (Soft Pink Truth Remix)

## Johannesburg, Mary Fitzgerald Square
Datum: 2. Juli 2005
- Nelson Mandela: Speech (G8 – Your Generation)
- 4Peace Ensemble
- Jabu Khanyile and Bayete
- Lindiwe
- Lucky Dube: Feel Irony
- Mahotella Queens
- Malaika
- Orchestre Baobab: Medley
- Oumou Sengare
- Zola
- Vusi Mahlasela: When You Come Back

## Moskau, Roter Platz
Datum: 2. Juli 2005
- Irena Ponaroshku und Misha Grebenshikov (Moderation)
- Artemy Troitsky: Statement
- Moralny Kodeks: Do Svidaniya Mama (Goodbye Mama)
- Agata Kristi: Триллер (The Thriller), Ковёр-самолёт (The Magic Carpet), Сказочная тайга (The Fairy Taiga), Как на войне (Like at War)
- Aliona Sviridova
- BI-2
- Delphin
- Garik Sukachev
- Jungo
- Linda: Cepi I Koljca
- Waleri Sjutkin
- Splin
- Red Elvises: Belly Dance, Ticket to Japan, Kosmonaut Petrov
- Pet Shop Boys: It's a Sin, Suburbia, Opportunities (Let's Make Lots of Money), Domino Dancing, New York City Boy, Always on My Mind, Where the Streets Have No Name (I Can't Take My Eyes Off You), West End Girls, Left to My Own Devices, Go West, It's a Sin (Encore)

## Cornwall, Eden Project
Datum: 2. Juli 2005
- Angelina Jolie (Ansage)
- Peter Gabriel
- Johnny Kalsi
- Thomas Mapfumo & The Blacks Unlimited: Samson, Kuvarira Mukati
- Maryam Mursal: Heesteena
- Mariza: Barco Negro
- Chartwell Duitro: Taireva
- Modou Diouf & O Fogum: Lumbul
- Shikisha: Beyeza
- Geoffrey Oryema: Lapowny, Land of Anaka (mit Peter Gabriel)
- Syiyaya: Mbani
- Youssou N’Dour & Le Super Etoile: Set, 7 Seconds (mit Dido), Birima
- Coco Mbassi: Namegue
- Angélique Kidjo: Afrika (mit Peter Gabriel), Tombo
- Ayub Ogada & Uno: Wa Winjigo Ero
- Tinariwen: Amidiwan, Chet Boghassa, Amassakoul
- Frititi: Fontofrom Chant
- Kanda Bongo Man: Wallow, Billi
- Akim El Sikameya: Nouzha
- Emmanuel Jal: Aiwa
- Daara J: Exodus, Mic Check, Sunu Mission
- Finale: African Anthem

## Edinburgh, Murrayfield Stadion
Datum: 6. Juli 2005
- Lenny Henry 1 (Moderator)
- The Proclaimers: I'm Gonna Be (500 Miles)

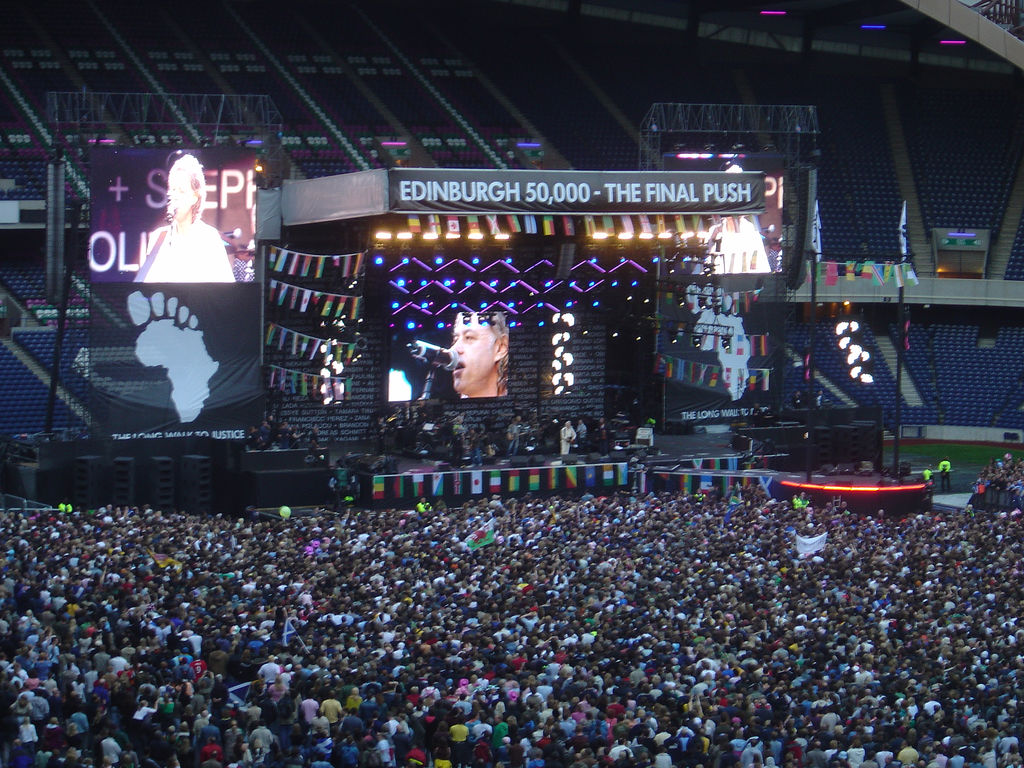
Bob Geldof während "Edinburgh 50,000: The Final Push"

- Jamie Cullum: All You Need Is Love (mit Natasha Bedingfield)
- Natasha Bedingfield: These Words
- Wet Wet Wet: With a Little Help from My Friends, Love Is All Around (mit Instrumentalteilen aus Scotland the Brave und Loch Lomond)
- Davina McCall (Präsentatorin) mit Kindern der C8 Delegation
- Peter Kay: Top of the World (Instrumental)
- McFly 3: All About You
- Eddie Izzard (Präsentator)
- 1 Giant Leap (mit Will Young, Maxi Jazz von Faithless 5, Neneh Cherry, Geoffrey Oryema 4 & The Mahotella Queens 6): My Culture (mit Auszügen aus Braided Hair und All Alone)
- Eddie Izzard: Flower of Scotland (wegen technischer Schwierigkeiten)
- Sugababes: Stronger
- Bono 1 (Präsentator)
- Nelson Mandela (Statement, Videoaufzeichnung aus Südafrika)
- George Clooney (Präsentator)
- Annie Lennox 1: Redemption Song, Sisters Are Doin' It for Themselves
- Coumi Nidu (Action Against Poverty)
- Susan Sarandon (Präsentatorin)
- Bob Geldof 1, The Boomtown Rats 1 und Campino (von Die Toten Hosen5): The Great Song of Indifference, Rat Trap
- The Thrills: Santa Cruz
- Claudia Schiffer und Herbert Grönemeyer 5 (Präsentatoren)
- Midge Ure: Vienna (mit Eddie Izzard am Piano)
- Chris Evans
- Feeder: Buck Rogers
- Wangari Maathai (Präsentator)
- Youssou N’Dour 1 2 4 und Neneh Cherry: 7 Seconds
- Youssou N’Dour: New Africa
- Embrace: Ashes
- Beverley Knight: Angels (mit Guy Chambers am Piano)
- Texas: Inner Smile, Say What You Want
- Katherine Jenkins 5: Nessun dorma
- Snow Patrol 1: Run
- Ronan Keating: Life Is a Rollercoaster
- Travis 1: Driftwood, Why Does It Always Rain on Me?
- The Corrs: Breathless, When the Stars Go Blue (featuring Bono)
- James Brown: I Feel Good, Papa's Got a Brand New Bag, Sex Machine (mit Will Young), Soul Music

Legende:
Diese Interpreten spielten am 2. Juli 2005 auch in:
- 1 – London
- 2 – Paris
- 3 – Tokio
- 4 – Cornwall
- 5 – Berlin
- 6 – Johannesburg
- 7 – Rom